# Julien Baer
Pour les articles homonymes, voir Baer.
Julien Baer, né le 8 octobre 1964, est un chanteur, musicien, réalisateur musical, auteur, notamment en littérature jeunesse et photographe français.

## Biographie

### Famille
Julien Baer est issu d'une famille juive alsacienne. Il grandit à Paris et est très tôt attiré par la musique. À 12 ans, il commence à pratiquer sur le petit orgue Bontempi de sa grand-mère,,. Il est le frère de Édouard Baer et de Pauline Baer, et le petit-neveu de René Baer.

### Carrière
Julien Baer est à la fois musicien, auteur, photographe.
Il commence des études de philosophie et exerce quelques petits boulots alimentaires. Puis il devient pianiste dans le bar-restaurant Aux Trois Maillets. Il commence à écrire ses chansons, et sort un premier album éponyme en 1997. Suivent trois albums inspirés de ses expériences et de ses voyages.
Musicalement, son univers est éclectique : funk, pop, électro, musiques planantes. Ses textes poétiques s'inspirent notamment de Brassens. Après la sortie de son best of, il devient compositeur pour des musiques de film et de spectacles, notamment pour son frère, Édouard Baer.
Il écrit également des ouvrages de littérature jeunesse, tel en 2019 l'album Trois histoires vraiment bien, illustré par Magali Le Huche. Pour Marine Landrot de Télérama : « les trouvailles narratives de Julien Baer sont d’une infinie souplesse, et le dessin fripon de Magali Le Huche leur donne un large quota d’allégresse ».
Il est également photographe : il a été exposé au Musée de Lausanne et à la galerie Chappe à Paris.

## Discographie

### Albums à son nom

#### Julien Baer(1997)
Pour ce disque, il s'entoure notamment du batteur Hal Blaine et de Bertrand Burgalat à la production de certains morceaux. Le résultat est un disque aux arrangements luxuriants, très fin 60s. Il y figure notamment le single Marie pense à moi, extrait qui connaît un succès certain.

#### Cherchell(1999)
Ce deuxième album studio tire son nom d'un petit port algérien. Bien qu'encore assez pop, cet album s'ouvre plus vers d'autres styles musicaux, que ce soit la variété ou l'électronique : le morceau Juger un homme est coréalisé par Philippe Zdar (membre du groupe Cassius).

#### Notre dame des limites(2005)
Ce disque, toujours orienté vers la pop et la soul, utilise quelques samples funky (de Barry White par exemple). Toutefois, Julien Baer s'aventure dans d'autres styles, avec par exemple le titre Tu es une île sur lequel il est accompagné à la [kora] par Ali Boulo Santo, artiste sénégalais virtuose de la Kora.

#### Le La(2009)
Cet album, paru le 16 février 2009, est porté par un premier titre éponyme : Le La. Plus dépouillé que les précédents, et peut-être encore plus mélancolique, il est enregistré à Paris & à Bamako. À l'occasion de la sortie de l'album, une application iPhone est créée. C'est une première pour un artiste francophone.

#### Drôle de situation(1997-2011)
Best of de ses précédents albums, il organise le lancement en parallèle de sa première exposition monographique à la galerie Chappe en juin 2011.

### Réalisation musicale pour d'autres
- Le Film (2016, de Philippe Katerine) En 2016, il réalise avec Philippe Katerine le disque de celui-ci : Le Film. Il assure aussi la prise de son et le mixage.

### Musique de film
- 1998 : Message à caractère informatif
- 1998 : Moi, j'ai pas la télé
- 1999 : Superlove de Jean-Claude Janer
- 2000 : La Bostella de Édouard Baer
- 2009 : Cinéman de Yann Moix

### Musique de film documentaire
- 2014 : Femmes sans enfant, femmes suspectes, de Colombe Schneck

### Musique de spectacle
- 2012 : À la française d'Edouard Baer
- 2010 : Miam Miam d'Edouard Baer

## Publications
Il a publié plusieurs ouvrages,, dont :

### Livres-Disques pour enfants
Il a publié chez Actes Sud Junior avec des dessins de Philippe Katerine :
- 2013 : Milanimo
- 2014 : Le loup est un loup pour l'homme
- 2015 : La vérité sur les tapirs

### Ouvrages jeunesse
- Beau et Bon (album imagier en photographies pour la jeunesse), Helium 2015,
- Monsieur Pistache, arrêtez !, illustrations de Magali Le Huche, Gallimard jeunesse, 2017
- Aïe ! Aïe ! Aïe !, illustrations de Jeanne Boyer, École des loisirs, Coll. Loulou et Cie, 2018
- Le livre du livre du livre, 2018
- L'arbre à tout, illustrations de Charles Berberian, École des loisirs, Coll. Mouche, 2018
- Petit - Un cahier de poésie, Éditions L’École des Loisirs, 2018
- Le cachaloup, illustrations Léa Maupetit, École des loisirs, Coll. Loulou et Cie, 2019
- L'Argentine, illustrations de Julien Roux, École des loisirs, Coll. Mouche, 2019
- La vérité sur les habitants des autres planètes , illustrations de Magali Le Huche, les Fourmis rouges, 2019
- Trois histoires vraiment bien[6] , illustrations de Magali Le Huche, les Fourmis rouges, 2019
- Végétarien ? 2019
- Tout compter !, Éditions L’École des Loisirs, 2020
- Le petit peintre, Ecole des Loisirs, 2020
- 33 poèmes et demi, 2020
- Le Pirannosaure, 2021
- La vie en rose, 2021
- Pourquoi ?, 2021
- Le Paris des animaux, 2021
- Piloti a un œil bleu (album-photo), 2022
- L'arrosoir, avec Marie Dorleans, école des loisirs kaléidoscope, 2023
- Modeste, illustrations de Magali Le Huche,  Les Éditions des Éléphants,  2023

(Certains de ces livres ont été traduits en anglais, espagnol, italien, allemand, japonais, chinois, coréen et catalan).

### Autres Livres
- Les beaux jours et les autres, poèmes (dessins de Philippe Katerine), Seghers, 2024.